# 桐梓県
桐梓県（とうし-けん）は中華人民共和国貴州省遵義市に位置する県。

## 歴史
642年（貞観16年）に珍州に夜郎県が設置される。元代に鼎山県、後に播川県とされた。元末の一時期には重慶で自立した明玉珍の勢力下に置かれたことがある。
1601年（万暦29年）に桐梓県と改称され現在に至る。

## 行政区画
下部に2街道、20鎮、2郷、1民族郷を管轄する。
- 街道
  - 婁山関街道、海校街道
- 鎮
  - 燎原鎮、官倉鎮、高橋鎮、風水鎮、花秋鎮、容光鎮、茅石鎮、九壩鎮、楚米鎮、大河鎮、新站鎮、夜郎鎮、松坎鎮、堯竜山鎮、木瓜鎮、坡渡鎮、羊磴鎮、水壩塘鎮、芭蕉鎮、獅渓鎮
- 郷
  - 小水郷、黄蓮郷
- 民族郷
  - 馬鬃ミャオ族郷

## 交通

### 鉄道
- 中国鉄路総公司
  - 渝貴線

（重慶方面）- 桐梓北駅 - 桐梓東駅 -（貴陽方面）
  - 川黔線

### 道路
- 高速道路
  - 蘭海高速道路
- 国道
  - G210国道

## 出身者
- 周西成 - 中華民国の軍人。貴州軍の中でも桐梓派と呼ばれる派閥の指導者となる。国民政府の初期に貴州を統治した。